# Kanadský pohár 1984
Kanadský pohár 1984 byla mezinárodní soutěž v ledním hokeji hraná od 1. září do 18. září 1984 v různých městech Severní Ameriky (Halifax , Montréal, Calgary, Edmonton, Vancouver, Buffalo, London). Šlo o třetí ročník Kanadského poháru.

## Základní část
| 1. září 1984 | Švédsko | 1 – 7           | USA |  |
|              | Švédsko | (0:2, 1:2, 0:3) | USA |  |

| Souhrn zápasu | Souhrn zápasu   | Souhrn zápasu | Souhrn zápasu                                                                                    | Souhrn zápasu |
| ------------- | --------------- | ------------- | ------------------------------------------------------------------------------------------------ | ------------- |
|               | Peter Sundström |               | Bryan Trottier 2x, Bobby Carpenter, Bryan Erickson, Gordie Roberts Brian Lawton, David A. Jensen |               |

| 1. září 1984 | Kanada | 7 – 2           | Německo |  |
|              | Kanada | (3:0, 2:1, 2:1) | Německo |  |

| Souhrn zápasu | Souhrn zápasu                                    | Souhrn zápasu | Souhrn zápasu                | Souhrn zápasu |
| ------------- | ------------------------------------------------ | ------------- | ---------------------------- | ------------- |
|               | Wayne Gretzky 3x, Mike Bossy 2x, Mike Gartner 2x |               | Peter Obresa, Helmut Steiger |               |

| 2. září 1984 | Sovětský svaz | 3 – 0           | ČSSR |  |
|              | Sovětský svaz | (0:0, 1:0, 2:0) | ČSSR |  |

| Souhrn zápasu | Souhrn zápasu                                                    | Souhrn zápasu | Souhrn zápasu | Souhrn zápasu |
| ------------- | ---------------------------------------------------------------- | ------------- | ------------- | ------------- |
|               | 21. Vladimir Krutov, 48. Michail Varnakov, 53. Alexandr Skvorcov |               |               |               |

| 3. září 1984 | Kanada | 4 – 4           | USA |  |
|              | Kanada | (2:1, 2:1, 0:2) | USA |  |

| Souhrn zápasu | Souhrn zápasu                                              | Souhrn zápasu | Souhrn zápasu                                           | Souhrn zápasu |
| ------------- | ---------------------------------------------------------- | ------------- | ------------------------------------------------------- | ------------- |
|               | Rick Middleton, Doug Wilson, Michel Goulet, Glenn Anderson |               | Rod Langway, Bryan Erickson, Joe Mullen, Dave Christian |               |

| 4. září 1984 | Sovětský svaz | 3 – 2           | Švédsko |  |
|              | Sovětský svaz | (1:0, 1:1, 1:1) | Švédsko |  |

| Souhrn zápasu | Souhrn zápasu                     | Souhrn zápasu | Souhrn zápasu                | Souhrn zápasu |
| ------------- | --------------------------------- | ------------- | ---------------------------- | ------------- |
|               | Sergej Světlov 2x, Sergej Makarov |               | Patrik Sundström, Bo Ericson |               |

| 4. září 1984 | ČSSR | 4 – 4           | Německo |  |
|              | ČSSR | (0:3, 3:1, 1:0) | Německo |  |

| Souhrn zápasu | Souhrn zápasu                                                         | Souhrn zápasu | Souhrn zápasu                                                                | Souhrn zápasu |
| ------------- | --------------------------------------------------------------------- | ------------- | ---------------------------------------------------------------------------- | ------------- |
|               | 21. Ladislav Svozil, 22. Petr Klíma, 33. Igor Liba, 59. Vincent Lukáč |               | 6. Helmut Steiger, 13. Gerd Truntschka, 17. Helmut Steiger, 35. Ernst Höfner |               |

| 6. září 1984 | Sovětský svaz | 8 – 1           | Německo |  |
|              | Sovětský svaz | (0:0, 3:0, 5:1) | Německo |  |

| Souhrn zápasu | Souhrn zápasu                                                                                            | Souhrn zápasu | Souhrn zápasu | Souhrn zápasu |
| ------------- | --- | ------------- | ------------- | ------------- |
|               | Sergej Makarov 2x, Anatolij Semjonov 2x, Alexej Kasatonov, Igor Larionov, Sergej Světlov, Viktor Ťumenev |               | Michael Betz  |               |

| 6. září 1984 | USA | 3 – 2           | ČSSR |  |
|              | USA | (1:1, 2:0, 0:1) | ČSSR |  |

| Souhrn zápasu | Souhrn zápasu                                      | Souhrn zápasu | Souhrn zápasu                        | Souhrn zápasu |
| ------------- | -------------------------------------------------- | ------------- | ------------------------------------ | ------------- |
|               | 6. Neal Broten, 26. Brian Lawton, 34. Brian Lawton |               | 14. Vincent Lukáč, 56. Vincent Lukáč |               |

| 6. září 1984 | Švédsko | 4 – 2           | Kanada |  |
|              | Švédsko | (1:1, 2:0, 1:1) | Kanada |  |

| Souhrn zápasu | Souhrn zápasu                                                        | Souhrn zápasu | Souhrn zápasu           | Souhrn zápasu |
| ------------- | -------------------------------------------------------------------- | ------------- | ----------------------- | ------------- |
|               | Peter Andersson, Tomas Sandström, Jan Claesson, Bengt-Åke Gustafsson |               | Mike Bossy, Paul Coffey |               |

| 8. září 1984 | Švédsko | 4 – 2           | Německo |  |
|              | Švédsko | (1:0, 1:2, 2:0) | Německo |  |

| Souhrn zápasu | Souhrn zápasu                             | Souhrn zápasu | Souhrn zápasu               | Souhrn zápasu |
| ------------- | ----------------------------------------- | ------------- | --------------------------- | ------------- |
|               | Mats Näslund 2x, Håkan Loob, Thomas Steen |               | Helmut Steiger, Marcus Kuhl |               |

| 8. září 1984 | ČSSR | 2 – 7           | Kanada |  |
|              | ČSSR | (0:4, 1:2, 1:1) | Kanada |  |

| Souhrn zápasu | Souhrn zápasu                       | Souhrn zápasu | Souhrn zápasu | Souhrn zápasu |
| ------------- | ----------------------------------- | ------------- | --- | ------------- |
|               | 26. Petr Klíma, 47. Ladislav Svozil |               | 2. Brent Sutter, 6. Mike Bossy, 14. Rick Middleton, 19. Mark Messier 28. Michel Goulet, 40. Paul Coffey, 45. Peter Šťastný |               |

| 8. září 1984 | Sovětský svaz | 2 – 1           | USA |  |
|              | Sovětský svaz | (1:0, 1:1, 0:0) | USA |  |

| Souhrn zápasu | Souhrn zápasu                    | Souhrn zápasu | Souhrn zápasu | Souhrn zápasu |
| ------------- | -------------------------------- | ------------- | ------------- | ------------- |
|               | Sergej Makarov, Michail Varnakov |               | Mike Ramsey   |               |

| 10. září 1984 | Švédsko | 4 – 2           | ČSSR |  |
|               | Švédsko | (0:2, 2:0, 2:0) | ČSSR |  |

| Souhrn zápasu | Souhrn zápasu                                                                    | Souhrn zápasu | Souhrn zápasu                    | Souhrn zápasu |
| ------------- | -------------------------------------------------------------------------------- | ------------- | -------------------------------- | ------------- |
|               | 25. Anders Håkansson, 28. Thomas Steen, 50. Thomas Gradin, 57. Patrick Sundström |               | 9. Igor Liba, 20. Vladimír Kameš |               |

| 10. září 1984 | Kanada | 3 – 6           | Sovětský svaz |  |
|               | Kanada | (2:2, 0:2, 1:2) | Sovětský svaz |  |

| Souhrn zápasu | Souhrn zápasu                               | Souhrn zápasu | Souhrn zápasu                                                                         | Souhrn zápasu |
| ------------- | ------------------------------------------- | ------------- | ------------------------------------------------------------------------------------- | ------------- |
|               | Rick Middleton, John Tonelli, Michel Goulet |               | Vladimir Krutov 2x, Irek Gimajev, Anatolij Semjonov, Michail Varnakov, Sergej Makarov |               |

| 10. září 1984 | USA | 6 – 4           | Německo |  |
|               | USA | (2:2, 2:0, 2:2) | Německo |  |

| Souhrn zápasu | Souhrn zápasu                                                 | Souhrn zápasu | Souhrn zápasu                                          | Souhrn zápasu |
| ------------- | ------------------------------------------------------------- | ------------- | ------------------------------------------------------ | ------------- |
|               | Mark Johnson 2x, Neal Broten 2x, Dave Christian, Brian Lawton |               | Holger Meitinger 2x, Andreas Niederberger, Marcus Kuhl |               |

### Tabulka základní části
| Pořadí | Stát    | Počet zápasů | Výhry | Remízy | Prohry | Skóre   | Body |
| ------ | ------- | ------------ | ----- | ------ | ------ | ------- | ---- |
| 1      | SSSR    | 5            | 5     | 0      | 0      | 22 : 7  | 10   |
| 2      | USA     | 5            | 3     | 1      | 1      | 21 : 13 | 7    |
| 3      | Švédsko | 5            | 3     | 0      | 2      | 15 : 16 | 6    |
| 4      | Kanada  | 5            | 2     | 1      | 2      | 23 : 18 | 5    |
| 5      | ČSSR    | 5            | 0     | 1      | 4      | 10 : 21 | 1    |
| 6      | NSR     | 5            | 0     | 1      | 4      | 13 : 29 | 1    |

## Semifinále
| 12. září 1984 | Švédsko | 9 – 2           | USA |  |
|               | Švédsko | (4:0, 2:0, 3:2) | USA |  |

| Souhrn zápasu | Souhrn zápasu | Souhrn zápasu | Souhrn zápasu                   | Souhrn zápasu |
| ------------- | --- | ------------- | ------------------------------- | ------------- |
|               | 6., 12. a 56. Håkan Loob, 6. a 31. Thomas Steen, 12. Per-Erik Eklund, 32. Thomas Gradin, 48. Mats Thelin, 59. Kent Nilsson |               | 41. Brian Lawton, 51. Ed Olczyk |               |

| 12. září 1984 | Kanada | 3 – 2 - po prodloužení | Sovětský svaz |  |
|               | Kanada | (0:0, 1:0, 1:2 – 1:0)  | Sovětský svaz |  |

| Souhrn zápasu | Souhrn zápasu                                     | Souhrn zápasu | Souhrn zápasu                          | Souhrn zápasu |
| ------------- | ------------------------------------------------- | ------------- | -------------------------------------- | ------------- |
|               | 28. John Tonelli, 54. Doug Wilson, 73. Mike Bossy |               | 46. Sergej Světlov, 48. Sergej Makarov |               |

## Finále
| 16. září 1984 | Kanada | 5 – 2           | Švédsko |  |
|               | Kanada | (2:1, 1:0, 2:1) | Švédsko |  |

| Souhrn zápasu | Souhrn zápasu                                                                    | Souhrn zápasu | Souhrn zápasu                    | Souhrn zápasu |
| ------------- | -------------------------------------------------------------------------------- | ------------- | -------------------------------- | ------------- |
|               | 33. a 46. Michel Goulet, 13. Mike Gartner, 14. Rick Middleton, 57. Wayne Gretzky |               | 12. Håkan Loob, 53. Thomas Steen |               |

| 18. září 1984 | Kanada | 6 – 5           | Švédsko |  |
|               | Kanada | (5:1, 1:3, 0:1) | Švédsko |  |

| Souhrn zápasu | Souhrn zápasu                                                                                            | Souhrn zápasu | Souhrn zápasu                                                  | Souhrn zápasu |
| ------------- | --- | ------------- | -------------------------------------------------------------- | ------------- |
|               | 2. Mark Messier, 5. Wayne Gretzky, 6. Larry Robinson, 8. John Tonelli, 17. Brent Sutter, 25. Paul Coffey |               | 20. a 42. Kent Nilsson, 25. a 40. Thomas Steen, 29. Håkan Loob |               |

## Soupisky účastníků
- Kanada  [1]

Brankáři: Grant Fuhr, Réjean Lemelin a Pete Peeters. 

Glenn Anderson, Brian Bellows, Mike Bossy, Bob Bourne, Ray Bourque, Paul Coffey, Mike Gartner, Michel Goulet, Randy Gregg, Wayne Gretzky, Charlie Huddy, Kevin Lowe, Mark Messier, Rick Middleton, Larry Robinson, Peter Šťastný, Brent Sutter, John Tonelli, Doug Wilson a Steve Yzerman.

Trenéři: Glen Sather, John Muckler, Ted Green, Tom Watt
- Švédsko  [2]

Brankáři: Rolf Ridderwall, Peter Lindmark, Göte Wälitalo

Håkan Loob, Kent Nilsson, Bengt-Åke Gustafsson, Patrik Sundström, Peter Sundström, Thomas Steen, Anders Håkansson, Thomas Gradin, Per-Erik Eklund, Mats Näslund, Tomas Sandström, Jan Claesson, Mats Thelin, Anders Eldebrink, Jan Lindholm, Michael Thelvén, Bo Ericson, Peter Andersson, Thomas Eriksson

Trenéři: Leif Boork, Curt Lindström
- USA [3]

Brankáři: Tom Barrasso, Glenn "Chico" Resch. 

Bob Brooke, Aaron Broten, Neal Broten, Bobby Carpenter, Chris Chelios, Dave Christian, Bryan Erickson, Mark Fusco, Tom Hirsch, Phil Housley, David A. Jensen, Mark Johnson, Rod Langway, Brian Lawton, Brian Mullen, Joe Mullen, Ed Olczyk, Mike Ramsey, Gordie Roberts a Bryan Trottier.

Trenéři: Bob Johnson
- Sovětský svaz [4]

Brankáři: Vladimir Myškin, Alexandr Tyžnych

Vladimir Krutov, Igor Larionov, Sergej Světlov, Irek Gimajev, Michail Varnakov, Sergej Šepelev, Sergej Makarov, Sergej Jašin, Alexandr Skvorcov, Michail Vasiljev, Alexandr Koževnikov, Anatolij Semjonov, Vladimir Kovin, Vladimir Zubkov, Igor Stělnov, Vasilij Pěrvuchin, Alexej Kasatonov, Alexej Gusarov, Sergej Starikov, Zinetula Biljaletdinov

Trenéři: Viktor Tichonov, Vladimir Jurzinov
- Německo [5]

Brankáři: Karl Friesen, Bernard Engelbrecht

Peter Schiller, Ernst Höfner, Franz Reindl, Manfred Wolf, Peter Obresa, Marcus Kuhl, Holger Meitinger, Gerd Truntschka, Roy Roedger, Dieter Hegen, Helmut Steiger, Michael Betz, Andreas Niederberger, Udo Kießling, Rainer Blum, Joachim Reil, Peter Scharf, Dieter Medicus, Ignaz Berndaner, Uli Hiemer

Trenéři: Xaver Unsinn
- ČSSR [6]

Brankáři: Dominik Hašek • Jaromír Šindel

Antonín Stavjaňa • Jaroslav Benák • Miloslav Hořava • Eduard Uvíra • František Musil • Arnold Kadlec • Jiří Hrdina • Jiří Lála • Dušan Pašek • Petr Rosol • Igor Liba • Petr Klíma • Vladimír Růžička • Jaroslav Korbela • Vladimír Caldr • Vincent Lukáč • Jiří Dudáček • Ladislav Svozil • Vladimír Kameš • Radoslav Svoboda

Trenéři: Luděk Bukač • Stanislav Neveselý

## Kanadské bodování
| Hráč            | Z | G | A | B  |
| --------------- | - | - | - | -- |
| Wayne Gretzky   | 8 | 5 | 7 | 12 |
| Michel Goulet   | 8 | 5 | 6 | 11 |
| Paul Coffey     | 8 | 3 | 8 | 11 |
| Kent Nilsson    | 8 | 3 | 8 | 11 |
| Håkan Loob      | 8 | 6 | 4 | 10 |
| Mike Bossy      | 8 | 5 | 4 | 9  |
| John Tonelli    | 8 | 3 | 6 | 9  |
| Thomas Steen    | 8 | 7 | 1 | 8  |
| Rick Middleton  | 7 | 4 | 4 | 8  |
| Vladimir Krutov | 6 | 3 | 5 | 8  |

## All-star team
- Brankář: Vladimir Myškin – (SSSR)
- Obránci: Rod Langway – (USA); Paul Coffey – (Kanada)
- Útočníci: Sergej Makarov – (SSSR); Wayne Gretzky – (Kanada); John Tonelli – (Kanada)
- Nejlepší hráč: John Tonelli – (Kanada)